# Joel Eriksson (rychlobruslař)
Joel Eriksson (* 16. září 1984 Göteborg) je bývalý švédský rychlobruslař.
V roce 2002 poprvé startoval na Mistrovství světa juniorů, ve Světovém poháru závodil od roku 2006. Na Mistrovství světa 2009 získal se švédským týmem stříbrnou medaili ve stíhacím závodě družstev. Zúčastnil se také Zimních olympijských her 2010 (1500 m – 24. místo, stíhací závod družstev – 7. místo). Poslední závody absolvoval na podzim 2011.